# Fort Hamilton
| Fort Hamiltons sigill samt flygfoto från norr där Fort Hamilton syns på den bakre sidan av det östra brofästet intill en golfbana. Vid det andra brofästet på Staten Island syns Fort Wadsworth, som ingår i Gateway National Recreation Area och som sköts av National Park Service. |  | Fort Hamiltons sigill samt flygfoto från norr där Fort Hamilton syns på den bakre sidan av det östra brofästet intill en golfbana. Vid det andra brofästet på Staten Island syns Fort Wadsworth, som ingår i Gateway National Recreation Area och som sköts av National Park Service. |
| Fort Hamiltons sigill samt flygfoto från norr där Fort Hamilton syns på den bakre sidan av det östra brofästet intill en golfbana. Vid det andra brofästet på Staten Island syns Fort Wadsworth, som ingår i Gateway National Recreation Area och som sköts av National Park Service. |  | |

Fort Hamilton är en militärbas belägen vid landfästet av Verrazzano-Narrows Bridge i stadsdelen Brooklyn i staden New York. Anläggningen namngavs efter Alexander Hamilton och uppfördes mellan 1825 och 1831 (med tillbyggnader kring 1870 och 1900) och är strategiskt belägen för att med kustartilleri skydda inloppet (The Narrows) till stadens hamnar och Hudsonfloden. De sista kustartilleripjäserna togs bort 1948 då de efter andra världskriget ansågs obsoleta. Fram till 1960-talet fanns även Fort Lafayette längre ned mot vattnet som därefter revs för brobygget.
Värdförbandet är Military District of Washington och verksamheten innefattar stöd i New Yorks storstadsområde för reservförband i arméreserven och arménationalgardet, samt regionkontoren i New York för United States Army Corps of Engineers och United States Military Entrance Processing Command. Fort Hamilton är den enda kvarstående militära anläggningen tillhörande USA:s försvarsdepartement innanför stadens gränser.